# Сражение при Нигоети (1854)
Сражение при Нигоети — бой русского отряда подполковника Н. Д. Эристова с турецким авангардом Гассан-бея, вторгшихся в Грузию в мае 1854 года во время Крымской войны.

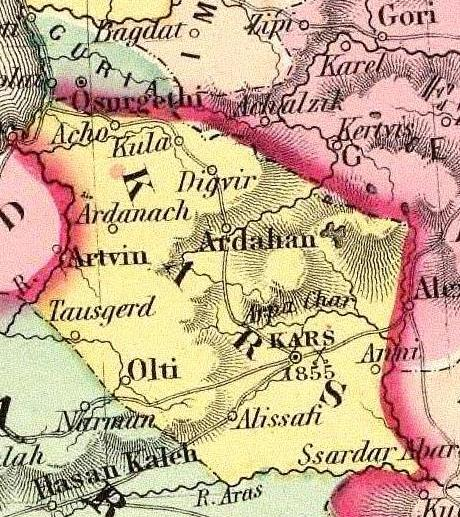
Западнокавказский ТВД. 1854 г.

В кампанию 1854 года турецкая Анатолийская армия нанесла первый удар на правом фланге русских войск. В конце мая турецкий авангард под командованием Гассан-бея двинулся из Озургет в направлении Кутаиса, намереваясь нанести поражение русскому Гурийскому отряду. Подполковник Эристов не стал дожидаться удара турецких войск и выступил навстречу туркам, заняв высоты у села Нигоети. 
Используя численное превосходство, турки окружили русский отряд, однако после штыкового удара бросились бежать, понеся большие потери в личном составе, два орудия и весь обоз. Командир турецкого авангарда Гасан-бей погиб. Турки отступили к Озургетам. Там остатки турецкого авангарда соединились с основными силами Селим-паши. 
Получив донесение о победе при Нигоети, князь Андроников двинулся с главными силами своего отряда, 29-го мая (10-го июня), из Марани к Озургетам. Неприятель, не осмеливаясь выждать там русские войска, бросил в Озургетах большие запасы продовольствия и склады английских товаров и быстро отступил за реку Чолок, где был окончательно разгромлен в сражении.